# Ставропольское казачье юнкерское училище
Ставропольское каза́чье учи́лище — военно-учебное заведение Русской Императорской армии, для подготовки офицеров в кубанские и терские казачьи части.

## История училища
Одним из инициаторов образования Ставропольского казачьего юнкерского училища был Великий Князь Михаил Николаевич, который  9 февраля 1860 г. был назначен на пост главного начальника военно-учебных заведений. А с 6 декабря 1862 г. и в течение последующих двух десятков лет Михаил Николаевич являлся наместником Кавказа и Главнокомандующим Кавказской армией. Будучи  наместником, он обратил внимание на необходимость переустройства Кавказских казачьих войск и создание нового корпуса казачьих офицеров. Результатом этого стремления было представление Михаила Николаевича на Высочайшее утверждение положения о Ставропольском урядничьем училище. И 30 мая 1870 г. Государь Император Александр II Высочайше утвердил положение, а 14 июня 1870 г. было в приказе по военному ведомству объявлено само положение и штат училища.Кавказской военной администрацией и Войсковыми правлениями Кавказских казачьих войск были приняты все меры к обеспечению открытия училища к 15 декабря 1870 г. Подполковнику В.Г. Сахновскому, назначенному начальником училища, были отпущены деньги на обзаведение училища имуществом. 14 декабря 1870 г. Великий Князь Михаил Николаевич прибыл в Ставрополь. В этот же вечер было предоставлено юнкерам право избрать училищный праздник, который единогласно был назначен на день тезоименитства Михаила Николаевича 8 ноября - Собор Архистратига Михаила и прочих Небесных сил бесплотных. Этот день торжественно отмечался на протяжении двадцати семи лет существования училища.
 13 ноября 1871 г. Ставропольское урядничье училище было переименовано в Ставропольское казачье юнкерское училище. Всем казачьим чинам присваивалось звание юнкеров и соответственно, окончившие с успехом курс наук,  портупей-урядники переименовывались в портупей-юнкеров. Первый приём в училище состоялся 8-го декабря 1870 г. В училище для поступления прибыли 86 человек, из них казаков ККВ – 34, казаков ТКВ - 31, драгун ККД – 21. Выдержали экзамен 60 человек: кубанцев 20, терцев – 18, драгун – 21. С 1874 года по «Закону о всесословной воинской повинности» изменились правила приёма. В училище могли поступать не только одни урядники, но и простые казаки. В старший класс принимались вольноопределяющиеся, которые прошли курс гражданских учебных заведений, дающих высшее образование или выдержали экзамен курса семи классов кадетских корпусов.
Курс обучения юнкеров продолжался 2 года. Первый учебный год начался 16 декабря 1870 г., а закончился 12 мая 1871 г. Состав и распределение учебных предметов за время существования училища несколько раз. Такое распределение учебных часов по предметам и классам было в Ставропольском казачьем юнкерском училище в 1870–1875 гг.:
| Предметы                   | Часов в неделю          | Часов в неделю | Часов в год |
| Предметы                   | младший класс           | старший класс  | Часов в год |
| 1. Общие                   | 22                      | 2              | 648         |
| Русский язык               | 5                       | 2              | 189         |
| Математика                 | 5                       | -              | 155         |
| Черчение                   | 1 час в счёт математики | -              | -           |
| География                  | 5                       | -              | 135         |
| История                    | 4                       | -              | 108         |
| Закон Божий                | 3                       | -              | 81          |
| 2. Специальные             | 2                       | 20             | 594         |
| Тактика                    | -                       | 6              | 162         |
| Ручное оружие и артиллерия | -                       | 3              | 81          |
| Полевая фортификация       | -                       | 2              | 54          |
| Военная топография         | -                       | 1              | 27          |
| Военная администрация      | -                       | 3              | 81          |
| Военно-уголовные Законы    | -                       | 3              | 81          |
| Иппология                  | -                       | 3              | 81          |
| Воинские уставы            | 2                       | 2              | 108         |

Для училища не была предусмотрена особая форма обмундирования. Юнкера имели форму обмундирования соответственно своих казачьих войск и драгунских полков.
 Описание обмундирования юнкеров Ставропольского казачьего училища (начало 1870 гг.).
| Предметы обмундирования | Юнкера Кавказских казачьих войск (на 14.12.1871 г.) | Юнкера Кавказской кавалерийской дивизии |
| Головной убор           | Папаха, присвоенная кавказским казачьим войскам. Околыш папахи из чёрного курпея в 4 ½ вершка вышиною. У урядников верх папахи обшивается узким серебряным галуном по швам крестообразно. У прочих нижних чинов без галуна. | Кепи с цветным (малиновым) околышем и тулья тёмно-зелёного цвета с малиновой выпушкой по верхнему краю. Кокарда жестяная, овальная, с одной белой, двумя оранжевыми и двумя черными полосами. |
| Мундир                  | Чёрного сукна черкесского покроя, длина на 17 вершков от земли. Напатронники (газыри) из чёрного сукна по обеим сторонам бортов из 10 гнёзд каждый. Верхние края их отстоят от плечевого шва на 4 вершка. Под каждым напатронником имеется прорезной карман. Патронные втулки деревянные с роговыми или металлическими верхушками, без установления для них определённой формы. Мундир застёгивается крючками от нижней части напатроннока до пояса. У урядников края рукавов обшиваются унтер-офицерским галуном кавалерийского образца. | Тёмно-зелёного сукна, двубортный в два ряда по шесть пуговиц, с 1872 г. однобортный с восемью пуговицами по борту. Вертикальные прорезные карманы сзади на полах с двумя зубчатыми клапанами с тремя пуговицами каждый. Воротник прикладного (малинового) цвета. Малиновая выпушка по борту. На рукавах по две пуговицы. Обшлага с мыском малинового цвета, с петлицами. У унтер-офицеров вокруг воротника и обшлагов галун, шириною в 1/2 вершка. Галун и петлицы в Нижегородском и Тверском полках золотые, в Северском и Переяславском серебряные. В Нижегородском и Северском полку на воротнике у рядовых наградные петлицы из георгиевской ленты. У сверхсрочнослужащих на левом рукаве шеврон из золотого галуна через каждые пять лет. |
| Бешмет                  | Шерстяной материи в ККВ красного цвета, в ТКВ – светло-синего на крючках, длиною до колен. С закруглённым воротником, который обшит унтер-офицерским галуном. По бортам также обшит галуном. У казаков без галуна. | Шинель серого фабричного сукна кавалерийского образца (Пр. ВВ от 22 марта 1858 г.) Погоны и погоны как на мундире клапаны на воротнике прикладного (малинового цвета. У унтер-офицеров на клапане пуговица. |
| Погоны                  | Суконные по цвету бешмета, с жёлтыми просечками, начальными буквами наименований полков печатным шрифтом. Подбой погона чёрный. До 04.11.1872 г. продольная нашивка из желтого басона, заменена узким серебряным галуном, обшитым по краю погон. С 1874 г. у вольноопределяющихся добавлялся гарусный снур. | Суконные малинового цвета. По краю погон обшит узким серебряным унтер-офицерским галуном, шириною в 1/4 вершка. С 1874 г. у вольноопределяющихся добавлялся гарусный снур. |
| Пояс                    | Чёрного сыромятного ремня с пряжкой и серебряным набором. На поясе может носиться кинжал. | |
| Шаровары                | Произвольные, забираются в сапоги | Серо-синие с малиновым кантом, забираются в сапоги. |
| Башлык                  | Произвольного цвета из сукна местного производства с чёрной нитяной тесьмой. | Из светло-желтого верблюжьего сукна, отороченный по швам колпака и по краям тесьмой под цвет сукна. |
| Кинжал                  | Азиатский с произвольной отделкой | |
| Шашка                   | Азиатского (кавказского) образца с произвольной оправой. У портупей-юнкеров, а с 1880 г. у подхорунжих темляк офицерский кавалерийский | У юнкеров Нижегородского и Северского драгунских полков – шашка солдатская азиатского образца 1834 г. («черкесской работы»); у юнкеров Тверского и Переяславского драгунских полков – сабля драгунская солдатская образца 1841 г. Темляк офицерский кавалерийский и офицерская портупея у портупей-юнкеров. |
| Портупея                | Портупея - чёрного сыромятного ремня с серебряным металлическим набором, в пешем строю носится через плечо, в конном – подпоясонной. | Из чёрной лакированной кожи с медным прибором драгунского образца, надеваемые через плечо, сверх мундира. |
| Обувь                   | Во всех случаях сапоги с длинными голенищами по образцу регулярной пехоты; при отправлении домашней службы допускались чевяки и ноговицы. | сапоги с длинными голенищами из черной дегтярной юфти. Шпоры стальные прибивные, наглухо прикреплённые к каблуку сапог. |

Приказом по Военному ведомству от 01.12.1878 г., объявлялось Высочайше утверждённое 19 ноября 1878 г. положение об упразднении конного взвода юнкеров Кавказской кавалерийской дивизии и училище предназначалось только для юнкеров Кубанского и Терского казачьих войск. Юнкеров Кавказской кавалерийской дивизии было предписано отправлять для прохождения курса в Елисаветградское юнкерское училище. Переименование юнкеров, успешно окончивших училище, в портупей-юнкеры производилось приказанием Начальника штаба Кавказского военного округа. По окончании выпускного экзамена и практических занятий, юнкера, подлежащие производству в офицеры, отчислялись в свои войска, с переименованием в портупей-юнкеры (с подхорунжие). Списки юнкерам, по старшинству, аттестаты, свидетельства  и  письменные дела и передавались Наказным Атаманам Кубанского или Терского казачьих войск. Подхорунжие производились в офицеры на основаниях, установленных для окончивших курс в юнкерских училищах, со следующими  изменениями: 1) производство подхорунжих, выдержавших выпускной экзамен, как по 1-му так и по 2-му разряду, допускается на офицерские вакансии в  тех казачьих войсках, к которым лица эти принадлежат;  2) подхорунжим казачьих войск, приобретшим право на производство в хорунжие и не могущим воспользоваться производством по неимению офицерских вакансий, предоставляется право быть произведенными, если сами того пожелают и будут удостоены начальством, в хорунжие с зачислением по войску, но с тем, чтобы, в случае зачисления их в мирное время в строевые части, старшинство в чине хорунжего назначалось им на тех же основаниях, как и подпоручикам или корнетам, производимым в запас армии.

## Начальники училища
- 1870—1876 — полковник Сахновский, Владимир Григорьевич
- 1876—1886 — полковник Гомолицкий, Флор Викторович
- 1886—1896 — полковник Машин, Пётр Александрович
- 1896—1898 — Генерального штаба полковник Богданович Григорий Иосифович

## Известные выпускники
См. Категория:Выпускники Ставропольского казачьего юнкерского училища
- Бирюлькин, Пётр Васильевич — георгиевский кавалер